# Opius mandibularis
Opius mandibularis är en stekelart som beskrevs av Charles Joseph Gahan 1915. Opius mandibularis ingår i släktet Opius och familjen bracksteklar. Inga underarter finns listade i Catalogue of Life.